# 민족중심주의

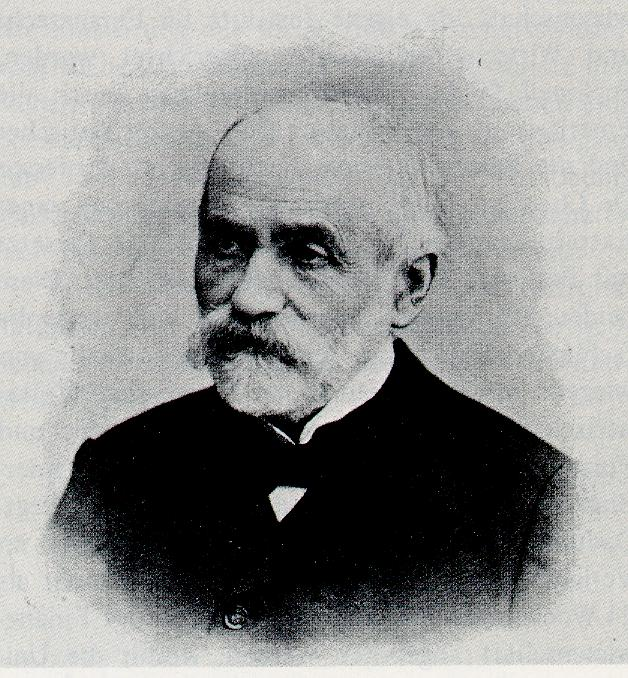
폴란드의 사회학자 루드비히 검플로비치는 19세기에 민족주의라는 용어를 만들었다고 믿어지고 있다.

사회과학과 인류학에서 민족중심주의는 관련된 특정 문화의 표준을 사용하는 대신 자신의 문화나 민족을 다른 문화, 관행, 행동, 신념 및 사람을 판단하는 기준의 틀로 적용하는 것을 의미한다. 이러한 판단이 종종 부정적이기 때문에, 어떤 사람들은 특히 언어, 행동, 관습, 종교와 같은 각 민족의 문화적 정체성을 정의하는 차이점에 관하여 한 개인의 문화가 다른 모든 문화보다 우월하거나, 더 정확하거나, 더 정상적이라는 믿음을 나타내기 위해 이 용어를 사용한다.  일반적인 용법에서, 이것은 단순히 문화적으로 편향된 판단을 의미하기도 한다. 예를 들어, 민족 중심주의는 남반구와 북반구의 일반적인 묘사에서 볼 수 있다.
민족중심주의는 때때로 인종차별, 고정관념, 차별, 외국인 혐오와 관련이 있다. 그러나, "윤리중심주의"라는 용어가 반드시 다른 인종에 대한 부정적인 시각이나 부정적인 의미를 나타내는 것은 아니다. 민족중심주의의 반대는 문화적 상대주의인데, 이것은 주관적인 판단 없이 다른 문화를 그 자체로 이해한다는 것을 의미한다.
민족중심주의(ethnocentrism)라는 용어는 미국의 사회학자 William G. Sumner.에 의해 사회과학에 처음 적용되었다. Sumner는 1906년 저서 포크웨이즈(Folkways)에서 민족중심주의를 "자신의 집단이 모든 것의 중심이 되고, 그 밖의 모든 것들은 그것을 참고하여 규모와 등급을 매기는 사물의 관점에 대한 기술적 이름"이라고 설명한다. 또한 민족중심주의가 종종 자존심, 허영심, 자신의 집단의 우월성에 대한 믿음, 그리고 외부인에 대한 경멸로 이어진다고 특징지었다.
시간이 흐르면서, 민족중심주의는 사회 이론가인 Theodore W. Adorno.와 같은 사람들에 의한 사회적 이해의 진보와 함께 발전했다. Adorno의 The Authoritarian Personality에서, 그와 프랑크푸르트 학교의 동료들은 "집단-집단적 분화"의 결과로 이 용어에 대한 광범위한 정의를 확립했고, 민족 중심주의는 자신의 민족/문화 집단(집단 내부)에 대한 긍정적인 태도와 다른 민족/문화 집단(집단 외부)에 대한 부정적인 태도를 결합한다고 말했다. 이 두 가지 상반된 자세는 모두 사회적 인지 반사회적 인지로 알려진 과정의 결과이기도 하다.

## 기원과 발달
민족중심주의(ethnocentrism)의 어원은 그리스어로 국가를 의미하는 "ethnos"와 중심을 의미하는 "kentron"에서 유래되었다. 학자들은 폴란드의 사회학자 Ludwig Gumplowicz가 19세기에 만든 용어라고 믿지만, 일반적으로는 개념을 만든 것이 아닌, 대중화시켰을 뿐이라고 주장한다. 그는 민족중심주의를 지구중심주의와 인류중심주의의 망상과 유사한 현상으로 보고, 민족중심주의를 "동시대 민족과 국가, 뿐만 아니라 역사적 과거의 모든 민족과 관련하여 각 집단이 항상 최고점을 차지했다고 믿는 덕목"이라고 정의했다.
그 후, 20세기에 미국의 사회과학자인 William G. Sumner는 그의 1906년 저서 포크웨이즈(Folkways)에서 두 가지 다른 정의를 제안했다. Sumner는 "윤리 중심주의는 이러한 관점에 있어 자신의 집단이 모든 것의 중심이 되고 다른 모든 것은 이를 기준으로 측정되고 등급이 매겨지는 것을 일컫는 기술적 명칭이다."라고 말했다. War and Other Essays(1911)에서는 “외부 집단으로부터 느껴지는 우월감과 외부집단으로부터 내부 집단의 이익을 방어할 준비가 된 집단에서, 이들이 느끼는 응집력과 내적 동지애, 그리고 헌신의 감정이 기술적으로 민족 중심주의이다.” 라고 썼다. Boris Bizumic에 따르면 Sumner가 실제로 그가 인류학, 사회과학, 심리학의 출판물에 민족 중심주의를 주로 넣었다고 진술하면서 민족중심주의라는 용어를 유래했다는 것은 일반적인 오해라고 말했다.
T.W Adorno의 Authoritarian Personality Theory (1950), Donald T. Campbell의 Realistic Group Conflict Theory (1972), Henri Tajfel의 Social identity theory (1986)와 같은 여러 이론들은 사회적, 심리적 이해 통해 민족 중심주의를 강화했다. 이러한 이론들은 역사와 사회 전반에 걸쳐 내부 집단과 외부 집단의 분화로 인한 행동을 더 잘 이해하기 위한 수단으로 민족중심주의를 구별하는데 도움을 주었다.

## 사회과학에서의 민족중심주의

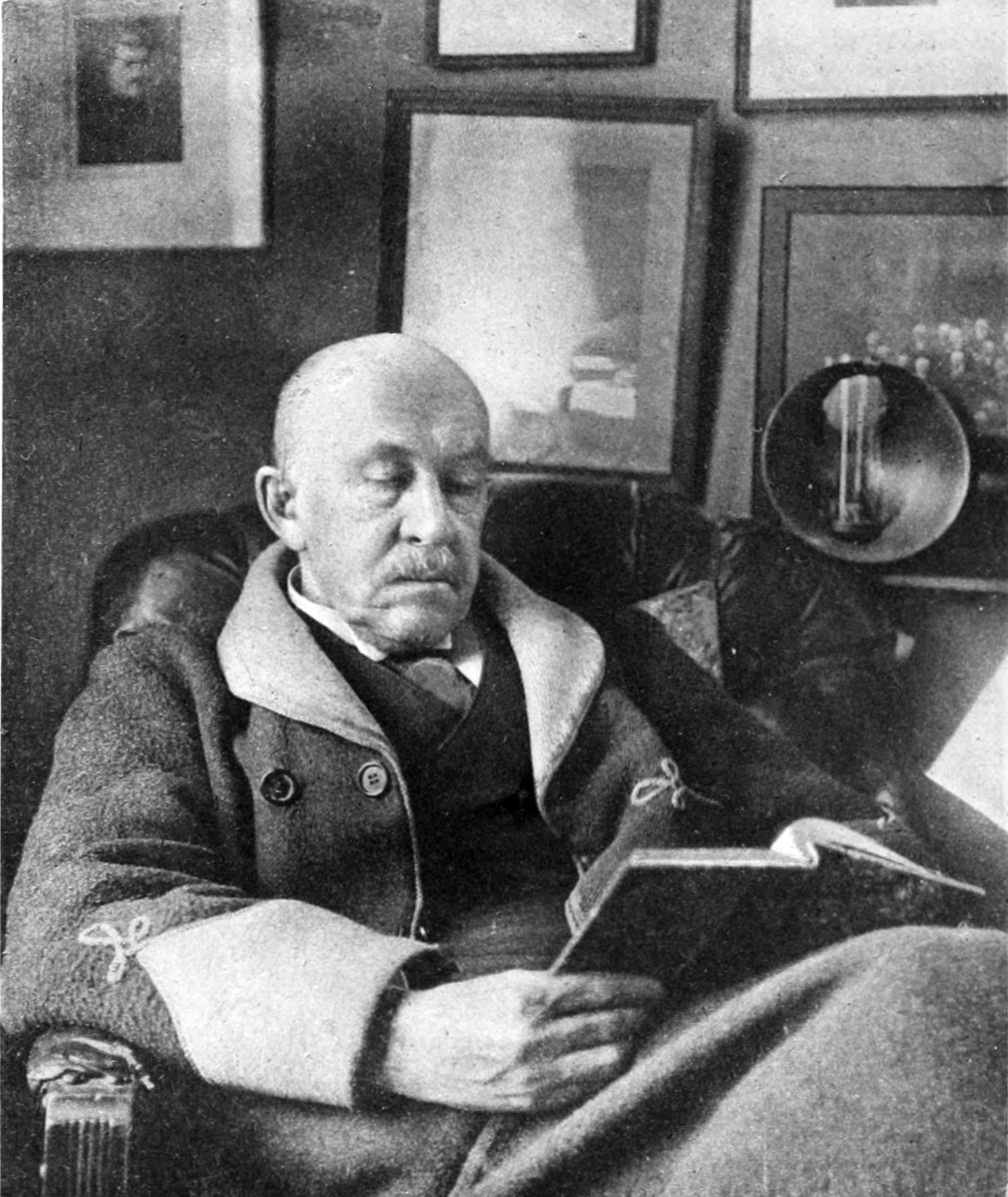
William Graham Sumner

사회과학에서 민족중심주의는 다른 특정 문화의 표준이 아닌 자신의 문화의 기준에 따라 다른 문화를 판단하는 것을 의미한다. 사람들이 그들 자신의 문화를 다른 문화를 측정의 기준으로 사용할 때, 그들은 종종 그들의 문화가 우월하다고 생각하고 다른 문화를 열등하고 기이한 것으로 보는 경향이 있다. 민족중심주의는 단계가 다른 것의 분석으로 설명할 수 있다. 예를 들어, 집단 내부의 단계에서, 이것은 집단의 갈등 결과로 보여지지만, 개인 차원에서는 집단 애의 응집력과 외부 집단에 대한 적대감이 드는데, 이를 통해 성격적 특성을 설명할 수 있다. 또한, 민족중심주의는 우리가 정체성의 구성을 설명하는데 도움을 줄 수 있다. 민족중심주의는 한 사람의 정체성을 기준으로 설명할 수 있다. 민족 중심주의는 자기 중심적인 외부 집단을 제외한 채 관용적일수도 있는 다른 집단과 자신을 구별하는 방법으로 사용된다. 사회적 상호 작용에서 이러한 관행은 사회적 경계를 형성하는데, 이러한 경계는 어떤 사람이 연관되기를 원하거나 소속되기를 원하는 집단의 상징적 경계를 정의하고 만들어낸다. 또한 민족중심주의는 인류학에 국한될 뿐만 아니라 사회학이나 심리학 같은 사회과학의 다른 분야에도 적용될 수 있는 용어이다.

## 인류학
민족중심주의의 분류는 인류학의 연구에서 비롯되었다. 그동안의 역사에서 만능주의로의 민족중심주의는 항상 다른 문화와 집단들이 서로 얼마나 연관되어 있는지에 대한 하나의 요소였다. 이에 대한 예시로는 역사적으로 볼 때 외국인을 얼마나 야만인으로 특징지었는지, 혹은 중국이 자국민을 '중앙의 제국'으로 믿고 외국인을 부하로 바라보는 방식 등이 있다. 그러나, 인류중심적 해석은 인류학자들이 단일신교, 기술적 진보, 그리고 다른 역사적 진보와 같은 중요한 단계에서 얼마나 발전시켰는지에 따라 다양한 문화를 기술하고 순위를 매기기 시작한 19세기에 가장 두드러지게 일어났다.
대부분의 순위는 식민지화와 그들이 식민지화 한 사회를 개선하려는 믿음에 의해 강한 영향을 받았으며, 서구 사회의 발전과 그들이 단계로 분류한 것에 기초하여 문화 순위를 매겼다. 비교는 대부분 식민지 주민들이 우월하다고 믿는 것과 서구 사회가 성취한 것에 기초했다. 19세기 영국의 정치인 Thomas Macaulay는 "서양 도서관의 한 선반"이 동양 사회가 수년동안 개발한 문서들보다 더 많은 지식을 가지고 있다는 의견을 입증하려고 시도했다. Charles Darwin에 의해 개발된 사상은 자기 중심적 이상이 존재하는 사회에서 자신이 우월하다고 믿는 사람들이 살아남고 번영할 가능성이 높다는 것이다. Edward가 말한 동양주의 개념은 서구인들이 식민지화로 인해 발전한 '불평등 권력관계'와 그것이 다른 사회에 끼친 영향력에 바탕을 둔 서구의 반응이 어떠했는지를 대변했다.
원시적(primitive)에 대한 민족 중심주의적 분류는 19세기와 20세기 인류학자들이 사용하였으며, 문화적, 종교적 이해에 대한 인식이 동양 사회에 대한 전반적인 반응을 어떻게 변화시켰는지를 보여주었다. 현대 인류학자 Edward Burnett Tylor는 Primitive Culture (1871년)에서 "원초적" 사회에 대해 썼는데, 여기서 민족 문화가 문명 사회보다 먼저라는 것을 암시하는 "문명"의 척도를 형성했다. 구세주(savage)를 분류로 사용하는 것은 현대적으로 "부족" 또는 "문명전"으로 알려져 있는데, "문명" 척도가 보편화됨에 따라 보통 경멸적인 용어로 언급되었다.  이해가 부족하다는 것을 보여주는 예로는 유럽 여행자들이 서로 다른 언어를 이해할 수 없고 부정적인 반응을 보인 것을 근거로 다른 언어를 판단했을 때, 서양인들이 알려지지 않은 종교와 상징주의에 노출되었을 때 보이는 편협함 등이 있다.  독일의 철학자 Georg Wilhelm Friedrich Hegel은 동양 사회가 "원초적"이고 "비문명적"이었기 때문에 그들의 문화와 역사는 보존할 가치가 없었고 서구화를 허용해야 한다고 추론함으로써 서구 식민화를 정당화했다.
인류학자 Franz Boas는 문화적 발전의 순위와 해석에 대한 이 공식적 접근법의 결함을 보았고, 그들 개인의 특성을 포함하는 많은 요인으로 인한 부정확한 추론을 타도하는데 전념했다. 그의 방법론적 혁신으로 보아스는 인종이 문화적 역량을 결정한다는 명제의 오류를 보여주려고 노력했다. 1911년 그의 책 "The Mind of Primary Man"에서 Boas는 다음과 같이 썼다.
“우리가 우리 자신의 문명에 귀속시키는 가치는 우리가 이 문명에 참여하기 때문이며, 그것이 우리가 태어날 때부터 우리의 모든 행동을 통제해왔기 때문이라는 것을 인식하기는 다소 어렵다. 그러나 다른 전통과 감정과 이성의 다른 균형에 기초한 다른 문명이 있을 수 있다는 것은 확실히 상상할 수 있다. 비록 우리가 그들의 영향 아래에서 자라지 않고 그들의 가치를 감상하는 것은 불가능할지 모르지만.”
Boas와 그의 동료들은 함께 열등한 인종이나 문화가 없다는 확신을 전파했다. 이러한 평등주의적 접근 방식은 인류학에 대한 문화적 상대주의 개념을 도입했는데, 이는 당시 인류학자들이 시행하고 있던 것처럼 발전적 규모를 사용하지 않고 가능한 한 편견 없이 사회를 조사하고 비교하기 위한 방법론적 원리이다. Boas와 인류학자 Bronisław Malinowski는 인간 과학은 어떤 과학자의 궁극적인 결론을 맹목적으로 할 수 있는 민족 중심주의를 초월해야 한다고 주장했다.
두 사람은 또한 인류학자들에게 민족 중심주의를 극복하기 위해 민족학적인 현장 연구를 수행할 것을 촉구했었다. 이를 돕기 위해 Malinowski는 다른 문화에 대한 반 민족 중심주의적 연구를 위한 지침으로서 기능주의 이론을 개발할 것이다. 반 민족 중심주의적 인류학의 고전적인 예로는 잘못된 자료와 일반화로 혹독한 비판을 받은 Margraet Mead의 Coming of Age in Samoa(1928), Malinowski의 The Sexual Life of Savages in North-Western Melaneisa(1929), Ruth Benedict의 Patterens of Culture(1934) 등이 있다. Mead와 Benedict는 Boas의 학생 중 두 명이었다.
학자들은 일반적으로 Boas가 독일 철학자 Immanuel Kant의 영향 아래 그의 사상을 발전시켰다는 데 동의한다. 전설에 따르면, 1883년 바핀 제도를 방문했을 때 Boas는 Kant의 순수 이성 비판을 읽으며 추운 밤을 보낸다고 한다. 그 작품에서 Kant는 인간의 이해는 자연의 작용에 적용되는 법칙에 따라 기술될 수 없으며, 따라서 그 작용은 결정되지 않고 자유롭고, 관념이 인간의 행동을 규제하며, 때로는 물질적 이익과는 무관하다고 주장했다. Kant에 이어 Boas는 종교적 신념으로 인해 물개를 사냥하지 않는 굶주린 에스키모인들을 지적했고, 따라서 실용적이거나 물질적인 미적분학이 그들의 가치를 결정하지 않았다는 것을 보여주었다.

## 원인
민족중심주의는 개인이나 집단의 다양한 믿음과 가치에 내재된 학습된 행동이라고 여겨진다.
이미 문화에 적응했기 때문에, 집단 내 개인들은 높은 충성심을 갖고 규범을 따르며 관련 구성원들과 관계를 발전시킬 가능성이 더 높다.  문화에 적응한 것과 관련해서는 시간이 지날수록 고정관념과 비슷한 관점이 강요되고 장려될 수 있기 때문에 민족중심주의는 과도기적 문제라고 한다.  충성심이강한 내부 집단은 동의를 높일 수 있지만, 다른 문화와의 제한된 상호작용은 개인이 문화적 차이에 대한 이해와 인식을 갖는 것을 막아 민족 중심주의를 더 크게 만들 수 있다.
사회적 정체성 접근 방식은 자기중심적 신념이 그 문화에 대한 긍정적인 시각을 직접적으로 창출하는 자신의 문화에 대한 강한 정체성에 의해 야기된다는 것을 암시한다. 이것은 Henri Tajfel과 John C. Tuner에 의해 이론화되었는데, 그러한 긍정적인 시각을 유지하기 위해, 사람들은 경쟁하는 문화 집단을 불리한 시각으로 몰아넣는 사회적 비교를 한다.
대안적이거나 반대되는 관점은 개인의 순진한 현실주의를 발달시키고 이해의 한계에 직면하게 한다. 이러한 특성들은 또한 개인이 외부 집단과 함께할 때 민족중심주의의 대상이 되고, 개인의 관점이 동료 집단들의 관점과 모순되는 흑양 효과(Black Sheep effect)의 대상이 되게 할 수 있다.
현실적 갈등 이론은 집단들 사이의 "실제적 또는 인지된 갈등" 때문에 민족중심주의가 일어난다고 가정한다. 이것은 또한 지배적인 집단이 새로운 구성원을 위협으로 인식할 때 일어난다. 최근 학자들은 개인이 집단 간 경쟁, 갈등 또는 위협에 대응하여 집단 내 식별과 집단 외 식별을 부정적으로 발전시킬 가능성이 더 높다는 것을 입증했다.
민족 중심주의적 신념과 행동의 원인은 맥락과 이성의 다양한 뿌리를 가질 수 있지만, 민족 중심주의의 영향은 역사를 통틀어 부정적인 영향과 긍정적인 영향을 모두 가지고 있다. 민족 중심주의의 가장 해로운 영향은 집단학살, 인종 차별, 노예제, 그리고 많은 폭력적인 충돌로 이어진다. 민족중심주의의 이러한 부정적인 영향의 역사적 예로는 홀로코스트, 십자군, 눈물의 흔적, 그리고 일본계 미국인들의 인턴 등이 있다. 이러한 사건들은 우월한 다수집단에 의해 비인간적으로 강화되는 문화적 차이의 결과였다. 진화생물학자 Rechard Dawkins는 1976년 진화론에 관한 저서 'The Selfish Gene'에서 "혈액과 간전은 Hamilton의 유전 이론 측면에서 쉽게 해석될 수 있다"고 쓰고 있다. 진화 게임 이론의 시뮬레이션 기반 실험은 자기 중심-전략 표현형의 선택에 대한 설명을 제공하려고 시도했다.
역사를 통틀어 민족중심주의의 긍정적인 예는 민족중심주의의 냉엄함을 금지하고 단일 문화에서 사는 관점을 뒤집는 것을 목표로 하고 있다. 이러한 조직들은 국제 관계 유지를 목표로 하는 국제 연합의 설립과, 스포츠의 축하와 문화 간의 우호적인 경쟁을 포함할 수 있다.

## 영향
뉴질랜드의 한 연구는 개인이 그룹 내 또는 그룹 외 사람들과 어떻게 연관되고 차별에 대한 의미를 갖는지를 비교했다. 강한 집단 내 편애는 지배적인 집단에게 이익이 되었고, 이는 집단 밖의 적대감이나 처벌과는 다르다. 제안된 해결책은 그룹 내 지지자들이 부정적인 반응을 보일 가능성을 감소시키는 외부 집단으로부터의 인식된 위협을 제한하는 것이다.
민족중심주의는 또한 그들이 어떤 상품을 구매하느냐에 대한 소비자 선호도에 영향을 미친다. 여러 내부/외부 집단의 방향을 활용한 연구는 국가 정체성, 소비자 세계주의, 소비자 민족 중심주의, 그리고 소비자들이 수입이든 국내적이든간에 그들의 제품을 선택하는 방법들과 상관 관계가 있다.

## 민족 중심주의와 인종주의
민족중심주의는 대개 인종차별과 관련이 있다. 그러나 앞에서 언급했듯이, 민족중심주의가 반드시 부정적인 의미만을 내포하는 것은 아니다. 이 용어를 사용하는 것은 미국 연구자들에게는 문제가 되지 않는다. 그러나 유럽 연구에서 인종 차별이라는 용어는 유럽인들이 인종 개념을 인간에게 적용하는 것을 피하기 때문에 민족 중심주의와 연관되지 않는다. 민족중심주의는 자신의 집단과 강한 동일성을 내포했기 때문에 대부분 자동적으로 외부 구성원에게 부정적인 감정과 고정관념으로 이어져 인종차별과 혼동될 수 있다. 마지막으로, 학자들은 고정관념을 피하는 것이 민족중심주의를 극복하기 위한 필수불가결한 전제조건이라는 데 동의한다. 그리고 대중 매체는 이 문제에 관해 중요한 역할을 한다.

## 미디어 속 민족 중심주의가 미치는 영향

서양영화의 민족중심주의

대중 매체는 우리의 현재 사회에서 중요한 역할을 한다. 우리는 매일 끊임없이 미디어 콘텐츠에 노출된다. 연구원들은 다른 문화를 갖고 있는 집단이 서로 다른 배경을 가진 사람들과 서로 교류의 장벽을 만들기 때문에 민족중심주의가 의사소통과 유사한 분야에서 기능하지 못한다는 것을 발견했다.  또한, 미디어 콘텐츠에 민족중심주의가 존재할 경우, 통신 과정에서의 내용 전달에 문제가 생긴다. 미디어 산업은 글로벌 노스(북반구, Global North)가 장악하고 있기 때문에 서구 민족 중심주의가 언론에 노출되는 경향이 있다. 이것은 TV 쇼, 영화, 그리고 다른 형태의 대중 매체에서 서구인들의 콘텐츠의 우세함에서 볼 수 있다. 몇몇 서양 쇼는 외국의 문화를 그들 자신의 문화와 대조적으로 열등하거나 이상한 것으로 묘사하는 경향이 있다.

### 영화

민족중심주의의 예시인 디즈니 사의 알라딘

영화는 20세기 초부터 우리 사회를 둘러싸고 있었으며, 시청자를 즐겁게 하거나 교육시킬 수 있는 중요한 도구이다. 서양의 영화 기업들이 대부분 영화 산업의 선두주자들이다. 따라서 서양인의 시각에 따라 콘텐츠에 노출되는 것이 일반적이다. 민족중심주의의 사례는 의도적이든, 그렇지 않든 영화에서 끊임없이 나타난다. 1992년 디즈니의 미국 애니메이션 영화 알라딘에서 그 분명한 예를 볼 수 있는데, 영화의 오프닝 곡은 '아랍의 밤'인데, ‘아랍의 밤’에는 아랍 문화가 야만적이라는 생각이 들게 하는 가사가 담겨 있었다. 이와 같은 예는 많은 할리우드 영화에 많이 등장한다. 이 분야의 전문가들은 민족 중심주의를 극복하는 방법이 영화에 고정관념을 사용하지 않는 것이라고 제안한다. 그러므로, 영화 속의 민족 중심주의의 존재는 우리와 다른 문화의 전형적인 이미지로 이어진다.

### 소셜 미디어
상당수의 사람들이 소셜 미디어에 노출되는데, 소셜 미디어는 사용자 간의 상호작용을 장려하는 것을 목적으로 한다. 그러나, 정보의 교환은 다른 문화의 사람들과 상호작용하는 흥미를 감소시킬 수 있기 때문에 민족 중심주의에 의해 방해받을 수 있다.

## 같이 보기
- 고소 공포증
- 미국 예외주의
- 미국 민족주의
- 앵글로색슨인
- 바바리안
- 선민사상
- 나르시시즘
- 문화간 의사소통
- 문화 다양성
- 문화 상대주의
- 민족주의
- 유럽중심주의
- 헬레니즘 문명
- 제국주의
- 북유럽주의
- 상대주의
- 소중화사상
- 우월주의
- 부족주의
- 제노포비아